# سیارک ۲۲۴۶۵
سیارک ۲۲۴۶۵ (به انگلیسی: 22465 Karelandel، نامگذاری:1997AK18) بیست و دو هزار و چهارصد و شصت و پنجمین سیارک کشف شده‌است که در ۱۵ ژانویه ۱۹۹۷ کشف شد.
قدر مطلق سیارک برابر ۱۶٫۰۰ است.